# Partido Comunista Internacional
El Partido Comunista Internacional es una organización fundada en Italia en 1952 bajo el nombre de Partido Comunista Internacionalista, cuyo órgano principal era Il Programma Comunista. Representa una corriente política comúnmente conocida como izquierda italiana o bordiguismo. Se presenta como una organización mundial y centralizada implantada en varios países. En la práctica, el partido ha desarrollado su actividad principalmente en Italia y Francia.
El Partido Comunista Internacional, que toma definitivamente este nombre en 1964, es el resultado de la partición del Partido Comunista Internacionalista (PCInt). Amadeo Bordiga, quien se unió al partido después de la guerra, se opone a la fracción de Onorato Damen por el tema del activismo.
Desde antes la muerte de Amadeo Bordiga (en 1970), la organización conoce muchas escisiones. En 1966, Jacques Camatte, hostil al giro considerado activista del PCI y declarando prematura la existencia del partido de clase, fundó el grupo Invariance mientras Roger Dangeville lanzaba la revista Le fil du temps en una línea política muy leninista. El grupo Invarianza que comienza a alejarse de un bordiguismo estricto conoce la salida de ciertos militantes que dan a luz en 1972 a Parti de Classe  (que se convirtió en Le Programme de la Société Communiste y luego Le Programme de la révolution Communiste en 1989) como tantos órganos sucesivos del Groupe communiste mondial. En 1976, una nueva división ortodoxa en Invariance llevó a la creación del grupo Communisme ou Civilisation, que se disolvió a principios de la década de 2000, haciendo malabarismos con declaraciones antisindicales y coqueteos con los sindicatos. Asimismo, la revista Dis)continuité surgió de Invariance en 1998, poniendo en tela de juicio el marxismo, analizado como cualquier movimiento revolucionario como variante de la revolución mundial capitalista-comunista participando en la deconstrucción del mundo y de la naturaleza para imponer la universo de la única mercancía para una nueva humanidad desnaturalizada y sin cerebro.
Después de un período próspero en la década de 1970 cuando constituyó un polo de reagrupamiento de la izquierda comunista, el PCI explotó en 1982, formalmente debido a las diferencias sobre la cuestión del nacionalismo árabe, de hecho debido a la flagrante distorsión entre su activismo desenfrenado y centrífugo. el carácter siempre tan amorfo del sujeto portador, la clase obrera. De este evento surgieron varios grupos, como los Cahiers du marxisme vivant que dirige Suzanne Voute.
En Francia, han existido hasta cuatro organizaciones que se titulan simultáneamente Partido Comunista Internacional:
- la más importante publica Programme communiste y Le prolétaire en Francia, Il comunista en Italia
- otra publica Cahiers internationalistes e Il Programma Comunista en Italia
- una tercera publica La gauche communiste en Francia y todavía publica Il partito comunista en Italia. Este grupo ha recibido el nombre común de "florentinos" debido a su ubicación geográfica.
- una última Pour la défense du programme communiste en Francia y Partito comunista internazionale Bolletino en Italia.

Generalmente, estas organizaciones homónimas se distinguen por el nombre de su publicación.